# Nishinoshima (Tokio)
Nishinoshima (jap. 西之島, wörtlich: „westliche Insel“, englisch Rosario Island) ist eine kleine Vulkaninsel im Pazifischen Ozean. Sie gehört zu den japanischen Ogasawara-Inseln und somit administrativ zur Präfektur Tokio. Die Insel wird gelegentlich zur Inselkette der Bonininseln gerechnet. Dies ist aus geographischer und geologischer Sicht jedoch nicht korrekt. Die Insel liegt zwar Chichi-jima in den zentralen Bonininseln am nächsten, ist von diesen jedoch nicht nur durch eine Entfernung von über 130 km, sondern auch durch den mehr als 4000 Meter tiefen Ogasawara-Trog getrennt.
Die unbewohnte Insel liegt etwa 950 km südlich von Honshū auf jenem Meeresrücken, auf dem weiter nördlich die Izu-Inseln, weiter südlich die Kazan-rettō (Vulkaninseln) liegen und der sich später im Inselbogen der Marianen fortsetzt. Von Chichi-jima, auf dem östlichen Meeresrücken der Ogasawara-Inseln gelegen, ist sie etwa 150 km entfernt.
Nishinoshima stellt die 29 ha große und bis zu 38 m aus dem Meer ragende Spitze eines Unterwasser-Vulkans dar. In den Jahren 1973 und 1974 ereigneten sich mehrere Eruptionen, die die Insel vollständig neu gestalteten und drei weitere kleine Felsinseln entstehen ließen, welche mittlerweile mit der Hauptinsel verschmolzen sind.

## Eruptionen und Wachstum 2013–2015
Am 21. November 2013 entstand bei einem unterseeischen Ausbruch rund 200 Meter südsüdöstlich von Nishinoshima eine weitere Insel, mit einer Größe von 300 mal 200 Metern. Die Insel vergrößerte sich durch Eruptionen weiterhin und erreichte Anfang Dezember eine Fläche von 5,6 ha und eine Höhe von 25 m. Bis zum 26. Dezember 2013 nahm die zunächst längliche Insel eine rundere Form an und wies nun Ausmaße von 450 Meter mal 500 Meter auf. Dabei berührte sie an zwei Stellen bereits die Nachbarinsel Nishinoshima und war im Begriff, mit dieser zusammenzuwachsen. Am 7. April 2014 wurde gemeldet, die Inseln seien nunmehr zu einer einzelnen Landmasse vereint. Das Eiland besitzt keinen offiziellen Namen, sondern wird in japanischen Berichten einfach nur „neue Insel“ (新島) genannt, was sich shintō liest bzw. alternativ auch Niijima.
Durch das Zusammenwachsen verlor diese „neue Insel“ ihre Eigenständigkeit und damit ihre Identität als Insel, die so aus zwei Inseln zu einer Insel zusammengewachsene Landmasse erstreckte sich über 1.550 Meter von Ost nach West und 1.350 Meter von Nord nach Süd, wie die Küstenwache via Sender NHK um den 23. Juli 2014 berichtete. Am 27. Dezember 2014 teilten japanische Behörden mit, die Insel hätte eine Größe von 2,3 km² erreicht und ragte 110 m aus dem Meer. Aus einem Artikel vom 22. November 2015 ist zu erfahren, dass die Insel nunmehr eine Größe von 1,9 km × 1,95 km (3,7 km²) bei einer Höhe von 100 m erreicht hatte.

## Galerie

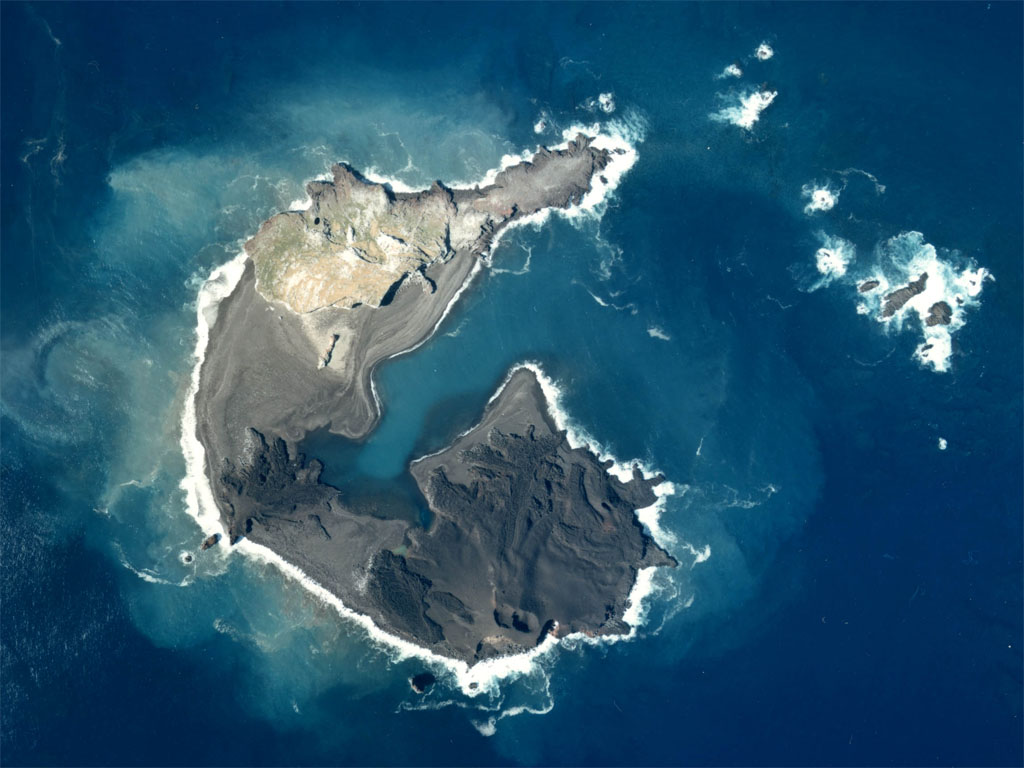
Ältere Luftaufnahme der Insel (1978) Norden ist etwa oben rechts. Die große Bucht wurde 1984 weitgehend und 1990 gänzlich durch vulkanische Landbildung verfüllt.
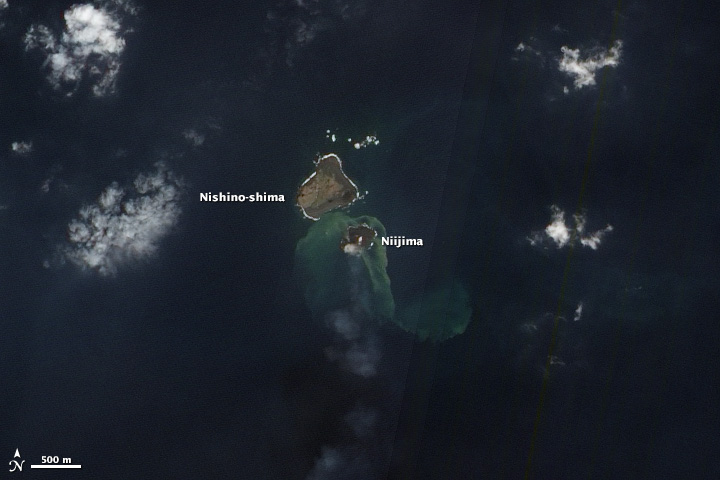
Stand 2013: Zwei Inseln, die vulkanisch aktive ist die untere (Niijima)
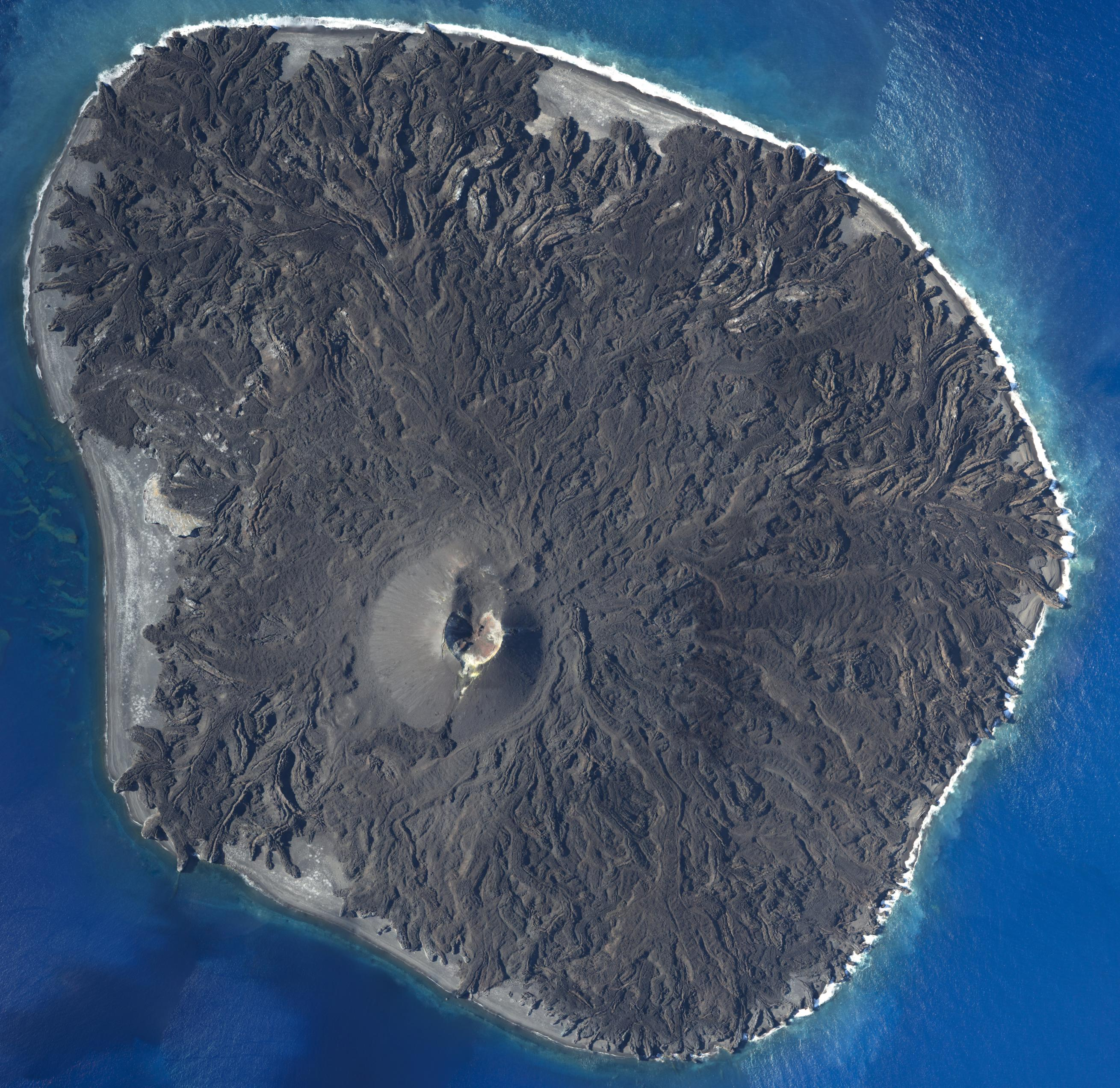
Juli 2016: Der Vulkanausbruch 2013–2015 hat die ursprüngliche Insel fast völlig mit Lava bedeckt. Nur ein kleiner Teil im Westen blieb verschont.

## Erster menschlicher Besuch
Im Oktober 2016 betraten mit Geologen und Biologen des japanischen Umweltministeriums erstmals Menschen die Insel. Sie installierten seismische Sensoren und führten Studien zur Besiedlung durch Tiere und Pflanzen durch. Der Maskentölpel (Sula dactylatra) ist das erste größere Lebewesen, das die Insel dauerhaft besiedelt. Mehrere Arten von Delphinen, Kurzflossen-Grindwal, und Buckelwal wurden vor dem Ausbruch gesehen, und bei einigen von ihnen wurde die Rückkehr bestätigt.